# Aloe canis
Aloe canis är en grästrädsväxtart som beskrevs av S.Lane. Aloe canis ingår i släktet Aloe och familjen grästrädsväxter.
Artens utbredningsområde är Malawi. Inga underarter finns listade i Catalogue of Life.